# Ket (rivière)
Pour les articles homonymes, voir Ket.
La Ket (en russe Кеть ou Большая Кеть, Bolchaïa Ket, Grande Ket) est une rivière longue de 1 621 km située dans le sud de la Sibérie, en Russie d'Asie. C'est un affluent de l'Ob; son bassin versant a une superficie de 94 200 km2.

## Géographie
La rivière prend sa source dans le sud de la Sibérie, dans le kraï de Krasnoïarsk, au nord de la ville de Krasnoïarsk. Elle coule à travers les territoires de l'oblast de Tomsk, d'abord vers le nord-ouest dans la première moitié de son parcours, puis vers l'ouest-sud-ouest ; elle se jette dans l'Ob peu en aval de la ville de Kolpachevo.
La rivière est prise dans les glaces de fin octobre-début novembre jusqu'à fin avril-début mai.

### Le canal Ket-Kas
À la fin du XIXe siècle, le canal Ket-Kas, ou canal Ob-Ienisseï, fut construit pour relier la Ket avec la rivière du Grand Kas, affluent de l'Ienisseï. Ce projet aurait fait de la Ket un des maillons de la liaison fluviale entre l'Ob et le bassin de l'Ienisseï. Mais le canal était mal situé, étroit, peu profond et gelé une grande partie de l'année, si bien qu'il ne pouvait rivaliser avec le chemin de fer Transsibérien et son exploitation fut abandonnée en 1921.

## Affluents
Ses principaux affluents sont :
- Sochour
- Orlovka
- Lissitsa
- Petite Ket
- Mendel
- Jelovaïa
- Chachamga
- Païdouguina

## Hydrométrie - Les débits à Rodionovka
Le débit de la Grande Ket a été observé pendant 46 ans (durant la période 1955-2000) à Rodionovka, petite localité de l'oblast de Tomsk située sur la partie inférieure du cours de la rivière, à 236 kilomètres en amont de son confluent avec l'Ob .  
À Rodionovka, le débit annuel moyen ou module observé sur cette période a été de 469 m3/s pour une surface drainée de 71 500 km2, soit 76 % de la totalité du bassin versant.
La lame d'eau écoulée dans le bassin versant de la rivière atteint ainsi le chiffre de 207 millimètres par an, ce qui peut être considéré comme assez élevé, et correspond aux valeurs généralement observées dans la partie moyenne du bassin de l'Ob.
La Grande Ket est un cours d'eau abondant, prévisible et fort bien alimenté en tous temps. Il présente deux saisons bien marquées. 
Les crues se déroulent de mai à juillet avec un maximum en juin (moyenne mensuelle de 1 367 m3/s) et correspondent au dégel. Dès le mois de juillet, le débit de la rivière baisse fortement, ce qui mène rapidement à la saison des basses eaux qui a lieu d'août à avril inclus, avec un léger rebond en fin d'automne.
Le débit moyen mensuel observé en mars (minimum d'étiage) atteint 188 m3/s, soit moins de 14 % du débit moyen du mois de juin (maximum de l'année), ce qui souligne l'amplitude des variations saisonnières, assez modérée dans le contexte sibérien.
Sur la période d'observation de 46 ans, le débit mensuel minimal a été de 122 m3/s en mars 1977, tandis que le débit mensuel maximal s'est élevé à 2 450 m3/s en juin 1979.
En ne considérant que la période estivale, la seule vraiment importante car libre de glaces (de mai à septembre inclus), le débit mensuel minimal observé a été de 156 m3/s en août 1975, ce qui restait très confortable, voire abondant.

## Ethnologie - les Kètes
La Ket a reçu son nom du petit peuple des Kètes (anciennement appelés Ostyaks du Ienisseï). Très peu nombreux, les Kètes parlent une langue paléo-sibérienne.